# Komputer osobisty

Typowe komponenty komputera osobistego z początku XXI wieku:
1) monitor
2) płyta główna
3) procesor (CPU)
4) pamięć operacyjna (RAM)
5) karta rozszerzenia
6) zasilacz (PSU)
7) napęd optyczny (CD, DVD itp.)
8) dysk twardy (HDD/SSD)
9) mysz
10) klawiatura

Komputer osobisty (ang. personal computer, PC, potocznie również pecet) – komputer ogólnego przeznaczenia, którego rozmiar, możliwości i cena predysponują go do indywidualnego użytku. W odróżnieniu od wcześniejszych komputerów, komputery osobiste są obsługiwane bezpośrednio przez użytkownika końcowego, a nie przez operatora specjalistę. Komputer osobisty jest używany przez jedną osobę, co odróżnia go od dużych (i historycznie starszych) komputerów typu mainframe lub minikomputerów, które współużytkowane są przez wiele osób w tym samym czasie. Wraz z pojawieniem się nowszych, jeszcze mniejszych postaci komputerów takich jak laptopy i smartfony, pojęcie PC wstecznie zaczęło oznaczać przede wszystkim maszyny nieprzenośne.
Pojęcie „PC” albo „pecet” bywa również używane na określenie komputerów opartych głównie na procesorach x86 nadzorowanych przez system Microsoft Windows (czasami też Linux), w odróżnieniu od „maków” (maszyn marki Macintosh), w szczególności w środowiskach tradycyjnie związanych z makami, takich jak projektowanie grafiki i przygotowanie do druku.

## Historia

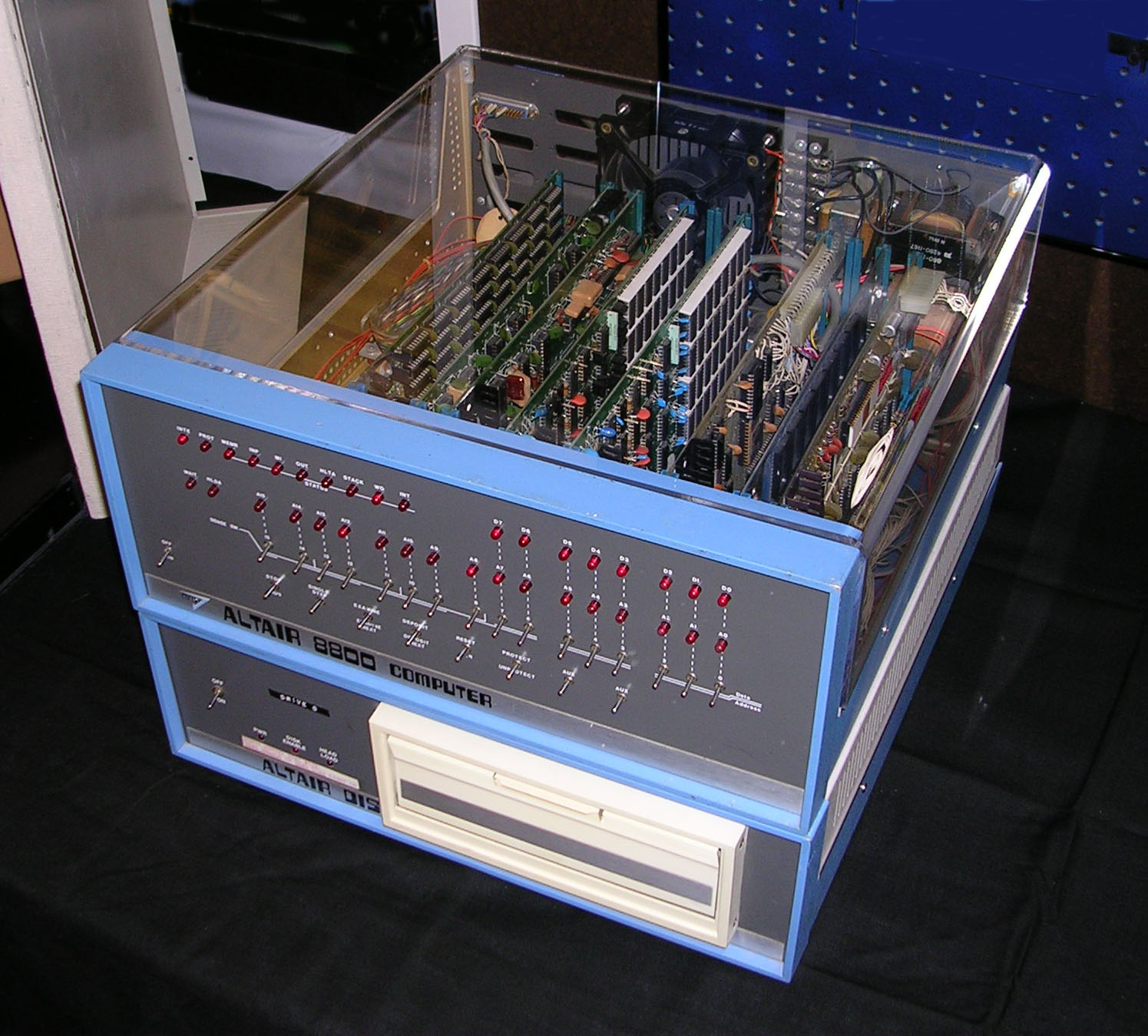
ALTAIR 8800

W latach 70. XX wieku w Stanach Zjednoczonych pojawiły się systemy komputerowe bazujące na mikroprocesorach, których cena umożliwiała zakup przez osoby prywatne lub małe firmy. Do tego momentu na rynku oferowane były wyłącznie maszyny cyfrowe typu mainframe, których użytkownikami były duże przedsiębiorstwa i organizacje.
W styczniu 1975 roku w amerykańskim czasopiśmie dla elektroników Popular Electronics ukazał się opis systemu komputerowego Altair 8800, bazującego na procesorze Intel 8080. Była to konstrukcja przedsiębiorstwa MITS, producenta i dystrybutora. Drogą wysyłkową można było nabyć zestaw części do samodzielnego montażu albo złożony mikrokomputer, lecz droższy. W wersji podstawowej nie posiadał żadnej pamięci masowej, klawiatury ani monitora. Program wprowadzało się za pomocą przełączników, a efekt działania programu widoczny był na diodach LED. Uznaje się, że Altair 8800 był pierwszym komputerem osobistym. Dzięki otwartej architekturze, pojawiły się urządzenia peryferyjne, produkowane przez przedsiębiorstwa trzecie. Pojawiło się również dedykowane oprogramowanie, m.in. język programowania BASIC, który był pierwszym produktem przedsiębiorstwa Microsoft. Można było kupić gotowe programy, bez konieczności napisania ich samodzielnie, co było ówcześnie powszechną praktyką. Szyna danych S–100 zastosowana w Altair 8800 stała się de-facto standardem i była używana w innych komputerach z tego okresu, w tym pierwszego klona – IMSAI 8800. 
Budowa w pełni funkcjonalnego komputera wymagała dokupienia urządzeń peryferyjnych takich jak: klawiatura, moduł wyświetlacza, pamięci masowej w postaci czytnika taśmy perforowanej lub magnetofonu, rozszerzeń pamięci i innych.
W roku 1977 pojawiły się na rynku komputery, które prezentowały odmienne podejście niż Altair 8800. Komputer sprzedawany był w postaci zestawu gotowego do pracy od razu po wyjęciu z opakowania. Były to 3 modele, nazwane przez magazyn Byte „trójcą”, które były produktem adresowanym nie tylko dla hobbystów, ale przede wszystkim dla klienta biznesowego. Komputery te to:
- Commodore PET;
- RadioShack TRS-80;
- Apple II.

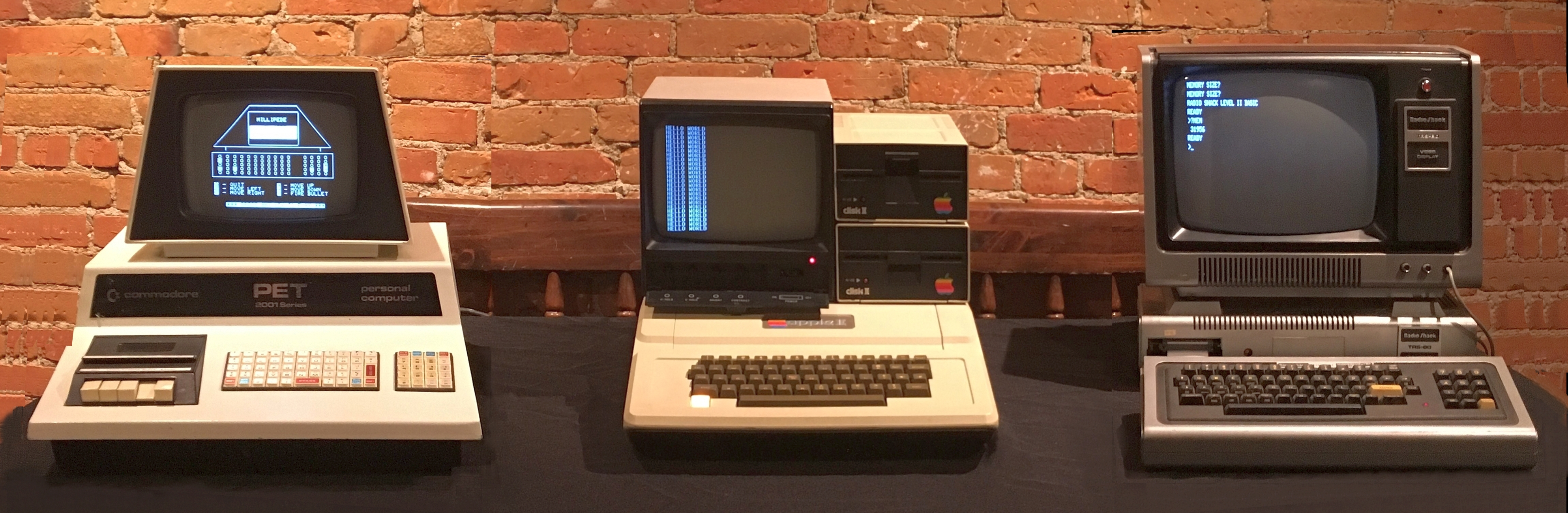
Od lewej: Commodore PET, Apple II, TRS-80

Żaden z tych producentów nie działał wcześniej w branży komputerowej. Commodore produkował maszyny do pisania i kalkulatory elektroniczne. RadioShack był dystrybutorem elektroniki, a Apple był nowo powstałym przedsiębiorstwem, które wcześniej wyprodukowało mało znany wówczas komputer Apple I. Stopniowo zaczęły pojawiać się również inne konstrukcje, część z nich zaczęła używać systemu operacyjnego CP/M przedsiębiorstwa Digital Research dla procesorów Zilog Z80. Był to pierwszy system operacyjny używany przez rozmaitych producentów komputerów.
Na przełomie lat 70. i 80. XX wieku pojawiły się masowo produkowane komputery przeznaczone do użytku domowego. W roku 1979 amerykańskie przedsiębiorstwo Atari – potentat na rynku gier wideo – zaprezentowało komputery Atari 800 i Atari 400. Rok później Commodore ogłosił rozpoczęcie produkcji komputera VIC-20. W Europie brytyjskie przedsiębiorstwo Sinclair Research zaczęło sprzedaż tanich komputerów ZX80 (1980) i ZX81 (1981).
W roku 1981 IBM zaprezentował swój komputer osobisty, IBM model 5150, tym razem z monitorem i klawiaturą niewbudowanymi w jednostkę centralną (w przeciwieństwie do jego poprzednika, IBM 5100). Wcześniej przedsiębiorstwo to było znane tylko z produkcji dużych i drogich komputerów mainframe. Dało to początek nowej platformie sprzętowej później wzbogaconej o komputery IBM PC/XT (1983) i IBM PC/AT (1984). Używała ona systemu operacyjnego dostarczanego przez Microsoft. Długofalowo doprowadziło to do wyeliminowania z rynku innych rozwiązań sprzętowych, z wyjątkiem komputerów Macintosh. Inni producenci rozpoczęli sprzedaż komputerów zgodnych z IBM PC i działających pod kontrolą systemów operacyjnych dostarczanych przez Microsoft.
Również w 1981 roku pojawił się w Wielkiej Brytanii 8-bitowy BBC Micro, mikrokomputer osobisty przeznaczony dla szkół, który miał być pomocny w zaznajomieniu uczniów z zasadami działania komputerów. Produkowany w ramach Acorn Computer Group do 1994 roku w kilku kolejnych wersjach sprzedał się w liczbie 1,5 egzemplarzy.
W roku 1982 pojawiły się dwa domowe komputery osobiste, które osiągnęły dużą popularność i znacząco wpłynęły na rozwój oprogramowania. W Stanach Zjednoczonych Commodore wypuścił model Commodore 64. Jest on najlepiej sprzedającym się komputerem wszech czasów, sprzedano łącznie 17 milionów egzemplarzy. W Wielkiej Brytanii Sinclair Research rozpoczął sprzedaż ZX Spectrum, który dzięki niskiej cenie zyskał sporą popularność i był kopiowany na całym świecie.
W Polsce edukacyjnym mikrokomputerem osobistym został, zaprezentowany w 1986 roku na Targach Poznańskich, Elwro 800 Junior, wykorzystujący tryb zgodności z CP/M oraz tryb zgodności z Sinclair ZX Spectrum.
Pod koniec lat 80. XX wieku nastąpił schyłek maszyn 8-bitowych, które zastępowane były przez komputery 16-bitowe. Zamiast popularnych procesorów 8-bitowych Z80 i MOS6502 (lub zgodnych z nimi funkcjonalnie odpowiedników/klonów) zaczęto używać 16-bitowego Motorola 68000 i produktów Intel.
W roku 1983 firma Apple zaprezentowała mikrokomputer Lisa, a w 1984 – Macintosh, wczesne komputery z graficznym interfejsem użytkownika. Urządzenia bazowały na rozwiązaniach opracowanych dziesięć lat wcześniej w laboratorium Xerox PARC przy okazji projektu komputera Xerox Alto. W roku 1985 Commodore przedstawił komputer Amiga 1000, który dzięki użyciu specjalizowanych układów scalonych posiadał duże możliwości multimedialne. Przedsiębiorstwo Atari w tym samym roku rozpoczęło sprzedaż Atari ST. Oba te komputery, podobnie jak Apple Macintosh, używały graficznego interfejsu użytkownika. Dla komputerów zgodnych z IBM PC przedsiębiorstwo Microsoft wprowadziło graficzny system operacyjny Microsoft Windows (1985). Początkowo Windows nie zyskał popularności, dopiero od wersji 3.0 (1990) Windows rozpoczął drogę do pozycji dominującej na rynku systemów operacyjnych.
Z nadejściem lat 90. XX wieku rynek komputerów osobistych został całkowicie zdominowany przez urządzenia kompatybilne z IBM PC i używające systemów operacyjnych Microsoft: MS-DOS lub Microsoft Windows. Jedynym niezależnym producentem z własną platformą sprzętową pozostał Apple.
Znaczenie komputera osobistego zostało osłabione po roku 2010, gdy zaczęły pojawiać się alternatywne urządzenia mobilne do użytku osobistego, jak smartfony i tablety. Dominująca pozycja platformy bazującej na procesorach Intel i oprogramowaniu Microsoftu została zachwiana przez procesory ARM i systemy operacyjne Google Android i Apple iOS.